# Jacques Dournes
Jacques Dournes (1922-1993), bút danh là Dam Bo, là nhà truyền giáo, nhà nghiên cứu về nhân chủng học và ngôn ngữ học người Pháp. Ông nổi tiếng với những nghiên cứu về lịch sử, xã hội, phong tục của các dân tộc vùng Tây Nguyên. Ông sống ở Tây Nguyên gần ba mươi năm, nói thành thạo các ngôn ngữ dân tộc thiểu số và viết hàng chục các công trình được coi là cơ bản nhất về Tây Nguyên cho đến ngày nay.

## Tiểu sử
Năm 1946, ông đến Sài Gòn với vai trò truyền giáo trong Hội Thừa sai truyền giáo Paris (MEP). Từ năm 1947 đến năm 1954, ông sinh sống cùng đồng bào K'ho Srê vùng Đồng Nai Thượng. Tại đây giữa ông và những tay chủ đồn điền người Pháp xảy ra mâu thuẫn, vì theo ông họ đã lạm dụng các sắc dân bản địa. Đến năm 1955, ông được cử đến vùng của người Gia Rai và dành hết thời gian vào công việc nghiên cứu tập tục, văn hóa và văn học truyền miệng Gia Rai.
Năm 1969, do công việc truyền giáo bị bỏ bê và leo thang chiến tranh, ông bị rút về Paris. Tại đây ông cho ra đời hơn 250 nghiên cứu về phong tục, lịch sử, thần học, thực vật học và văn học Gia Rai. Ông mất năm 1993 tại Pháp. Một số tác phẩm tiêu biểu của ông đã được dịch bởi nhà văn Nguyên Ngọc và xuất bản tại Việt Nam.

## Các tác phẩm
- Pơtao, một lý thuyết về quyền lực ở người Jarai Đông Dương: giới thiệu về phong tục, lịch sử của người Gia Rai và lý thuyết về Vua Lửa và Vua Nước của tiểu quốc J'rai.
- Miền đất huyền ảo — Các dân tộc miền núi Nam Đông Dương
- Nri, sưu tập tập tục của người Srê Đồng Nai Thượng
- Tôn giáo của người miền núi vùng Đồng Nai Thượng
- Men theo những lối mòn của con người trên Cao nguyên Việt Nam
- Rừng, đàn bà, điên loạn. Đi qua miền mơ tường Gia Rai
- Xứ Jơrai (Pays Jorai)